# Ayats Bravo I
Ayats Bravo I R (укр. Аятс Браво І) — двоповерховий туристичний лайнер, що випускається з початку 2000-них років іспанською компанією Ayats. Ця модель Ayats є двоповерховою, Ayats випускає «півториповерховий» туристичний лайнер Ayats Bravo II, що поступається йому лише пасажиромісткістю (близько 65 чоловік). Автобуси Ayats Bravo I випускаються різної довжини: існують 12.45 метрові, 13.20-метрові та найбільші 13.95-метрові туристичні автобуси. Туристичний автобус Ayats Bravo I може обладнуватися по-іншому (ніж звичайний туристичний лайнер), у залежності від замовлення і може бути використаний для:
- перевезення організованих груп пасажирів (тобто, футбольних команд, музичних груп та ансамблів)
- обладнуватися спеціально для зйомок телепередач
- обладнуватися зовсім іншим інтер'єром (наприклад стилем на кшталт «бізнес-клас») залежно від замовлення.

Окрім цього, випускається і спеціальні двоповерхові автобуси Bravo I Firenze та Urbis, які працюють у містах як оглядові/екскурсійні та мають відкритий дах на другому поверсі. За дизайном конструкції автобус має декілька подібностей з Neoplan Skyliner-2001. Нижче описаний звичайний дизайн для звичайних туристичних перевезень Ayats Bravo I.

## Описання моделі

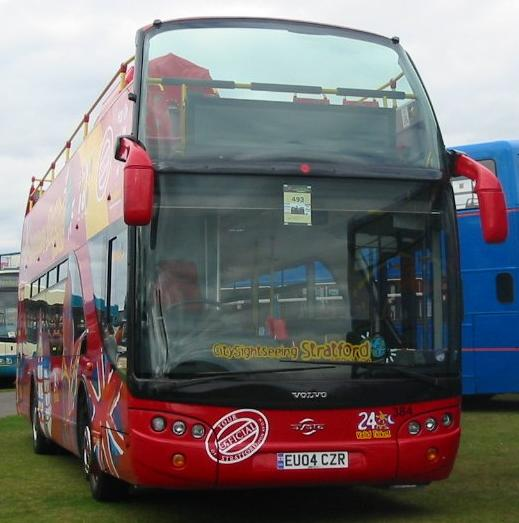
Оглядовий Ayats Bravo I Firenze з відкритим дахом на шасі Volvo

Автобус Ayats Bravo є призначеним для перевезень великих груп пасажирів на далекі відстані, тому має високий рівень комфорту та сучасний дизайн. За габаритами автобус є дуже крупним, довжини тіла автобусів Ayats Bravo I, які зараз випускаються, варіюються від 12,45 до 13,90 метрів. Оскільки автобус є двоповерховим, то і висота його становить рівно 4 метри, утім «півтораповерховик», споріднена модель Ayats Bravo II теж має 4 метри у висоту. Кузов автобуса одноланковий, тримальний, вагонного компонування. Обшивка каркаса автобуса зроблена із листів неіржавкої сталі, та покрита додатковими металевими листами, завдяки цьому, значно підвищується тривкість кузова та строк його роботи; завдяки такому покриттю дизайн кузова виглядає вельми сучасно. Передок автобуса прямий, кути на передку ефектно заокруглені з  боків. Лобове скло автобуса гнуте, безпечне, заокруглене з боків та частково затоноване; як і у інших двоповерховий туристичних автобусів, вітрове скло розділене «бровами» надвоє (на нижнє та вище), «брови» автобуса, тобто якраз та роздільна перегородка невеликі, тому і обидва лобових стекла є помітно вищими за аналогічні у туристичних автобусів з об'ємними перегородками. Обидва лобових вікна є панорамного типу та забезпечують і водієві і пасажирам максимальний комфорт огляду дороги; 2 склоочисники нижнього вітрового скла розташовуються один-над-одним і очищують максимально можливу долю поверхні лобового скла; є і один верхній склоочисник великого розміру, що встановлений для комфорту пасажирів і очищує скло «опахалом». Світлотехніка на передку представлена 8 освітніми фарами, з яких дві є протитуманними, вказівники поворотів розташовуються на боковинах. Освітлювальні фари розташовуються по три у рядок «посмішкою», усі фари оснащені лінзовим склінням, завдяки чому значно збільшується їхня далекоглядність. Бампера, як такого, чіткого, у автобуса немає узагалі, він фактично зливається з передком і неокреслений, «бампером» є напівкруглі схили біля фар та місце для серійного номера. Емблема іспанської автобусобудівної компанії Ayats розташовується прямо посередині передка. Бокові дзеркала зовнішнього виду цього лайнера суцільні та звішуються над кабіною у вигляді «вуха зайця», бокові дзеркала мають і по одному додатковому склу для кращого огляду ситуації на дорозі. До салону цього лайнера веде три пневматичні одностулкові двері, що дистанційно керуються та відкриваються паралельно до кузова; ці двері також мають пневматичні замки; передня та середні двері мають розвинуте скління, задні двері не мають скління, до того ж, існують і двері виходу водія з кабіни з лівого боку. Багажні відсіки автобуса розташовані у боковинах, якщо точно, то над 2 та 3 осями, це великі відсіки для перевезення великогабаритної поклажі (зокрема, колісної). Також у боковинах є і допоміжні відсіки у яких може складатися різне обладнання, наприклад для миття автобуса під час зупинок. Автобус Ayats Bravo I є тривісним лайнером, для другої та третьої осі виділяються окремі колісні арки, задні колеса виправдані через велике навантаження на задню частину автобуса, здебільшого колеса автобуса мають дискове кріплення металевими дисками. Мотовідсік лайнера знаходиться на задньому звисі, автобус комплектується дизельними двигунами MAN та DAF, які відповідають екологічним нормам Euro-4. Туристичні автобуси Ayats Bravo I обладнуються ходовими частинами від MAN і Scania (лише задня, допоміжна 3 вісь ZF), екскурсійні та оглядові Firenze/Urbis також обладнуються шасі від Volvo i Scania, або власне випущеними Ayats; гальмівні механізми усіх осей автобуса дискові. Передня підвіска автобуса незалежна, задня пневматична, така схема дає чудову амортизацію при русі. Задній бампер автобуса, на відміну від переднього, чіткоокреслений, зварений з кузовом та не виступає за габарити. У туристичного лайнера є невелике заднє скло, на якому часто малюються його можливості та переваги, а також обмеження його максимальної швидкості руху. Завдяки великій кількості потужних габаритних вогнів та світлотехніці, оснащені лінзовим покриттям, автобус є добре видимим у темну пору доби. Оскільки автобус Ayats Bravo I є крупним двоповерховим лайнером, до його салону ведуть три одностулкові двері. Задні двері, ведуть безпосередньо до кухні автобуса (про кухню та особливості автобуса детальніше нижче) та до сходів до салону другого поверху. У салоні першого поверху висота (до стелі, і до, відповідно підлоги 2 поверху) становить приблизно 190 сантиметрів, і такий недолік багатьох двоповерхових туристичних лайнерів, як низький рівень стелі у обох поверхах усунуто. Підлога автобуса застелена цільним килимом лінолеуму, друге ж покриття підлоги автобуса це ворсовий килим для забезпечення додаткової безпеки; також ворсом оббиваються і сходинки до салону автобуса, і сходинки до другого поверху лайнера. На першому поверсі автобуса розташовано 20 сидячих місць, а також головні переваги користування цим автобусом — це кухня та туалет, у цьому випадку туалет «хімічний» або екологічний (додаткова опція) а сама кабінка великого розміру (більша ніж ті, що розташовуються з правого боку при вході у середні двері, наприклад у лайнерів Neoplan Starliner, Iveco EuroRider). Щодо кухні, то це вважається додатковою опцією; на цій кухні є мікрохвильова піч, рукомийник з раковиною і шафки для збереження їжі чи столових приборів. до салону другого поверху ведуть гвинтові сходи, що задля покращення рівня безпеки також оснащені ворсовим килимом. У салоні другого поверху розташовується більша частина сидячих місць у салоні, їх тут більше п'ятдесяти. Пасажирські крісла є дуже комфортабельними, вони зроблені з різних синтетичних матеріалів. Комфорт перевезення пасажирів є дуже високим; ці крісла є регульованими, тобто можуть розкладатися і складатися (є спеціальний важіль унизу з правого боку кожного з крісел) і розкладаються приблизно на 130—140°, тобто ледь не до лежачого стану, проте і відстань між кріслами є досить великою, тому розкладені крісла не принесуть додаткових неприємностей для пасажирів. Спинки крісел автобуса обладнані відкидними міні-столиками «vógel-sitze», що мають спеціальну дірку для пляшки, що стосується таких столиків на передньому ряді, тобто який є найближчим до місця водія, то ті столики стаціонарні і більшого розміру (для усього півряду) і мають по 4 дірки для пляшки на кожен з «передніх» столиків. Інше обладнання спинок крісел складається з невеликого відсіку для сміття і спеціальної сітки для тримання невеликих речей. Самі крісла стоять на спеціальних рейках, що можуть відсувати крісла одне від одного на декілька сантиметрів. Також крісла оснащені пластиковими підлокітниками у формі дуги, що складаються і розкладаються у 2 режими; додатковий захід безпеки пасажирів полягає у встановленні робочих ременів безпеки на крісла для пасажирів. Над кріслами розташовується спеціальна панель, яка тягнеться уздовж усього салону; цю панель можна застосувати для тримання різної ручної поклажі, сумок тощо. А на нижній частині тієї ж панелі для кожного ряду є регулювання кондиціонуванням та підсвіткою за допомогою спеціальних клавіш; річ у тім, що у автобуса є примусове кондиціонування під час руху і пасажири можуть самі регулювати потік повітря. Окрім обдувних люків, вентиляторів та примусового кондиціонування, можливо встановити клімат-контроль. Автобус оснащений системою Audio-Video Blaupunkt, що включає у себе рідкокристалічні VCD-телевізори, які здатні відтворювати відеозаписи, у салонах розташовано декілька таких телевізорів, керується система з місця водія. Попри те, що автобус Bravo I має тоновані склопакети, є і спеціальні штори для пасажирів, що захищають від сонця та з'єднуються спеціальними заклепками між собою. Підсвітка у салоні здійснюється за допомогою невеликих світильників білого та синього кольорів, зокрема підсвітка працює і біля кожного з рядів, пасажири самі регулюють її роботу. Усього у салоні другого поверху понад 12 рядів сидячих місць (разом з заднім 5-місним «диваном») і 5 рядів сидінь на першому поверсі, пасажиромісткість салону залежить від довжини тіла автобуса, так місткість 12.45-метрового автобуса становить 75 пасажирів, місткість 13.20-метрового становить до 87 і 14-метрового до 91 пасажира (яка трохи недотягує до 102-місного зчленованого лайнера Neoplan Jumbocruiser). Водійське місце лайнера виглядає дуже естетично і сучасно завдяки новітньому дизайну Ayats Bravo. Як згадувалося вище, окрім пневматичних дверей з правого боку від водійського місця є і спеціальні механічні двері, що розташовуються ліворуч та відкриваються вручну. На цій же двері є спеціальна сітка для тримання невеликих речей, у лівому від водія боковому вікні є зсувна кватирка для додаткової вентиляції, над водійським місцем (на даху) є і спеціальний підігрівач-вентилятор. Водійське крісло комфортабельне, оснащене ременем безпеки (мусить бути оснащеним) і регулюється у висоту і глибину залежно від фізичних параметрів водія. Приладова панель лайнера розміщується напівкругом і зроблена з пластику. Переважна більшість потрібних при керуванні клавіш розташовується з лівого боку від приладової панелі, з правого розташовується радіо, керування кондиціонуванням і опаленням та інші додаткові прилади, також на приладовій панелі є спеціальна панель керування Blaupunkt — тобто VCD-телевізорами. Показникові прилади розташовується посередині приладової панелі та вкриті захисним склом; тахометр на 3500 об/хв розміщується з правого боку, допоміжні показникові прилади розташовується знизу; усі прилади оснащені індивідуальною підсвіткою (як і клавіші на приладовій панелі), спідометр оцифровкою до 140 км/год розташований з лівого боку, усі показникові прилади мають яскраво-червоні стрілки. На панелі з показниковими приладами розміщується і спеціальне електронне табло контролю за станом автобуса і вимірює чимало різних показників, до атмосферного тиску і температури повітря за бортом. Проблема підкермових важелів вирішена вміщенням кількох у один мультиджойстик з лівого боку і ще два мультиважелі з правого. Кермове колесо — ZF 8098 Servocom, з гідропідсилювачем і легко слухається. У цього автобуса сучасна механічна 6-ступінчаста коробка передач від ZF, перевагою місця розташування важеля є те, що він розміщений прямо на приладовій панелі, і педаль зчеплення відсутня, таким чином керування рухом автобуса здійснюється за допомогою двох керівних педалей — акселератора та гальма. Знизу приладової панелі є кілька відсіків, у яких можуть триматися речі водіїв. Максимальний комфорт контролю за ситуацією на дорозі забезпечують панорамне лобове скло та «вухасті» бокові дзеркала зовнішнього виду Окрім цього, у автобуса є чимало переваг користування, доступні і декілька додаткових можливостей зі встановленням сучаснішої апаратури або додаткових елементів.

## Характеристика моделі

### Переваги
- крупний автобус, здатен перевозити великі групи пасажирів від 75 до 91 чоловік
- сучасний дизайн ззовні і зсередини, міцний кузов, обшивка і каркас
- максимальний контроль завдяки панорамному лобовому склу та «вухастим» боковим дзеркалам з додатковими склами
- потужна світлотехніка (фари оснащені лінзовим склінням) та габаритні вогні
- двигуни MAN i DAF з жорстким екологічним стандартом Euro-4
- пневматична підвіска, що забезпечує плавний рух автобуса та добре амортизує його під час їзди нерівною поверхнею
- висока стеля салону першого та другого поверхів
- наявність кухні (додаткова опція) та багатьох відсіків (у боковинах), де можна зберігати їжу
- великі багажні відсіки
- три двері до салону, які також мають пневматичні замки, є двері з лівого боку для виходу/входу водія
- оббиття сходинок до салону, підлоги та гвинтових сходів ворсовим килимом для забезпечення високого рівня безпеки
- максимальний комфорт для пасажирів, зручні крісла та чимало опцій у них (детальніше у описанні)
- хороше кондиціонування і опалення салону (як альтернатива є клімат-контроль)
- аудіо і відеосистема Blaupunkt
- наявність туалетної кабінки у салоні, у задній частині 1 поверху
- легке кермове керування автобусом
- зручне розташування приладів на приладовій панелі

### Додаткові/альтернативні опції
Автобус Ayats Bravo I представляє кілька альтернативних варіантів для елементів ззовні і зсередини а також декілька додаткових опцій:
- автобус може специфічно обладнуватися залежно від замовлення, наприклад спеціально для телевізійних студій на ходу, для організованих груп пасажирів, як спортивні команди, музичні групи.
- альтернативна опція, як клімат-контроль
- спеціальна рампа для в'їзду інвалідів
- спеціальне місце для кімнати відпочинку водіїв (зліва при вході у середні двері)
- кухня (біля сходів до салону 2 поверху)
- екологічний туалет
- додатковий нагрівник

## Технічні характеристики
| Ayats Bravo I                                  | Ayats Bravo I |
| ---------------------------------------------- | --- |
| Загальні дані                                  | |
| Модель                                         | Ayats Bravo I (лайнер) |
| Клас                                           | туристичний лайнер |
| Виробник                                       | Ayats |
| Випускається з                                 | початок 2000-них |
| Обладнання                                     | туристичний або спеціальне обладнання |
| Кузов                                          | |
| Кузов (загальне описання)                      | одноланкового типу, вагонного компонування, тридверний                                                                                          |
| Габаритні розміри                              | |
| Довжина, мм                                    | 12450 13200 13950 |
| Ширина, мм                                     | 2550 |
| Висота, мм                                     | 4000 |
| Приблизний поворотний діаметр, не менше        | 24 метри |
| Колісна база між 2 та 3 віссю, мм              | ~1650 |
| Дорожній просвіт, мм                           | 350 |
| Елементи ззовні                                | |
| Світлотехніка (передок)                        | 8 освітніх фар (2 протитуманні+поворотні) |
| Бампер                                         | нечіткий (задній чіткий) |
| Лобове скло                                    | розділене по висоті на два «бровами», панорамного типу                                                                                          |
| Розташування двигуна                           | задній звис |
| Відсіки                                        | багажні відсіки у боковинах, додаткові відсіки                                                                                                  |
| Колеса                                         | 295/80R×22.5 (переважно дискові кріплення) |
| Осі, штук                                      | тривісний (6×2) |
| Шасі                                           | |
| Шасі на автобусі,                              | Scania, MAN, Volvo або рідні Ayats |
| Передня вісь                                   | MAN |
| Задня вісь, модель                             | MAN |
| Додаткова вісь (3), модель                     | ZF |
| Гальмівні механізми коліс                      | дискові |
| Підвіска                                       | незалежна, пневматична |
| Салон                                          | |
| Кількість дверей і тип                         | 3 одностулкові + для виходу/входу водія зліва                                                                                                   |
| Кількість поверхів                             | 2 |
| Сидіння                                        | синтетичні моделей Ind. Esteban mod ROUTER; Emar Kiel mod. AVANCE 2010; Fainsa, Inaza, Sunviauto Vogel комфортні, з сучасним обладнанням крісел |
| Кількість сидінь                               | 75—91 (залежно від довжини тіла) |
| Висота салону, см                              | ~190 сантиметрів |
| Настил підлоги                                 | ворс, лінолеум |
| Сходинки на 2 поверх                           | гвинтові оббиті ворсом |
| Підсвітка у салоні                             | лампочкові світильники на даху |
| Вентиляція у салоні                            | панельний обдув, люки, вентилятори |
| Бокові вікна                                   | тоновані чорним відтінком, є спеціальні завіски                                                                                                 |
| Опалення у салоні                              | спеціальні вентилятори |
| Додаткова система підігріву                    | наявна |
| Аудіо/відеосистема                             | Blaupunkt |
| Кухня                                          | наявна |
| Туалет                                         | наявний (екологічний) |
| Клімат-контроль                                | наявна (додаткова опція) |
| Кімната відпочинку водія                       | наявна (додаткова опція) |
| Рампа для в'їзду інвалідних візків             | наявна (додаткова опція) |
| Місце водія                                    | |
| Вентиляція на місці водія                      | через вентилятор і зсувну кватирку |
| Крісло водія                                   | м'яке з підресорами; регулюється в глибину і в висоту                                                                                           |
| Приладова панель                               | у формі напівкруга з твердого пластику |
| Кермова система                                | ZF 8098 Servocom |
| Педалі                                         | 2 Wabco, гідромеханічні |
| Коробка передач                                | механічна ZF ASTRONIC |
| Двигун і динамічні характеристики              | |
| Тип палива                                     | дизель |
| Марка двигуна (для конкретно цієї модифікації) | DAF MAN |
| Потужність, кіловат                            | >220 |
| Відповідність нормам щодо викидів              | Euro-4 |
| Витрати пального 60 км/год на 100 км, літри    | ~32 |
| Максимальна швидкість руху, км/год             | 130 |
| Розгін 0—60 км/год за, сек                     | 24 |

## Ayats Bravo I у кінематографі
- У фільмі «Щурячі перегони», коли головні герої приїжджають у кінцеву точку гонитви, при в'їзді у місто стоїть туристичний автобус червоного кольору Ayats Bravo I.